# Azerbaidjan Oriental
Azerbaidjan Oriental (en àzeri: Şərqi Azərbaycan, en persa: آذربایجان شرقی, Âzârbâiŷân-e Šarqi) és una de les 31 províncies de l'Iran. És al nord-oest del país, fronterera amb la república de l'Azerbaidjan. La seva capital és Tabriz, que és la ciutat més important políticament, econòmica i comercial.
La província de l'Azerbaidjan Oriental abasta una àrea de 47.830 km². La província manté frontera al nord amb les repúbliques de l'Azerbaidjan i Armènia. Assoleix la seva major elevació amb el Mont Sahand de 3.722 m d'altitud, que es troba al sud de Tabriz. L'àrea de menor altitud es manté al voltant de Garmaduz (Ahar). La província té cadenes muntanyoses que es classifiquen en tres sectors: la Serralada Qara Daq, la Serralada Sahand i Bozqush, i la Serralada Qaflan Kuh.

## Divisió política

Comtats de Azerbaidjan Oriental

Azerbaidjan Oriental està conformat per municipis, establerts des de l'any 1996: 
- Ahar (اهر)
- Ayabshir (عجب شیر)
- Azarshahr (آذرشهر)
- Bonab (بناب)
- Bostanabad (بستان آباد)
- Charavimaq (چاراویماق)
- Hashtrud (هشترو)
- Herís (هریس)
- Yolfá (جلفا)
- Kaleibar (کلیبر)
- Malekán (ملکان)
- Marand (مرند)
- Maragha (مراغه)
- Miané (میانه)
- Oskú (اسکو)
- Sarab (سراب)
- Shabestar (شبستر)
- Tabriz (تبریز)
- Varzghán (ورزقان)